# Championnat d'Europe masculin de volley-ball 1951
Navigation
Bulgarie 1950 Roumanie 1955
Le 3e championnat d'Europe masculin de volley-ball s'est déroulé du 15 septembre 1951 au 22 septembre 1951 à Paris, France. Il a mis aux prises les dix meilleures équipes continentales.

## Équipes participantes
- Belgique
- Bulgarie
- France
- Israël
- Italie
- Pays-Bas
- Portugal
- Roumanie
- URSS
- Yougoslavie

## Composition des poules
| Poule A              | Poule B                                | Poule C                |
| -------------------- | -------------------------------------- | ---------------------- |
| Belgique Italie URSS | Bulgarie Yougoslavie Pays-Bas Portugal | Israël France Roumanie |

## Phase préliminaire

### Poule A
| # | Équipe   | Pts | J | G | P | Sp | Sc | Ratio | Pp | Pc | Ratio |
| - | -------- | --- | - | - | - | -- | -- | ----- | -- | -- | ----- |
| 1 | URSS     | 4   | 2 | 2 | 0 | 6  | 0  | MAX   | 90 | 17 | 5.294 |
| 2 | Belgique | 3   | 2 | 1 | 1 | 3  | 3  | 1     | 49 | 76 | 0.645 |
| 3 | Italie   | 2   | 2 | 0 | 2 | 0  | 6  | 0     | 44 | 90 | 0.489 |

### Poule B
| Poule B |             |     |   |   |   |    |    |       |     |     |       |
| #       | Équipe      | Pts | J | G | P | SP | SC | Ratio | PP  | PC  | Ratio |
| 1       | Bulgarie    | 6   | 3 | 3 | 0 | 9  | 1  | 9,000 | 149 | 69  | 2,159 |
| 2       | Yougoslavie | 5   | 3 | 2 | 1 | 7  | 3  | 2,333 | 138 | 115 | 1,200 |
| 3       | Portugal    | 4   | 3 | 1 | 2 | 3  | 7  | 0,429 | 106 | 138 | 0,768 |
| 4       | Pays-Bas    | 3   | 3 | 0 | 3 | 2  | 9  | 0,111 | 76  | 147 | 0,517 |

| 15.09 | Yougoslavie | 3 | - | 0 | Portugal    | 15-12 15-7 16-14       |
| 16.09 | Bulgarie    | 3 | - | 1 | Yougoslavie | 15-10 15-8 14-16 15-13 |
| 16.09 | Portugal    | 3 | - | 1 | Pays-Bas    | 11-15 15-12 16-14 15-6 |
| 17.09 | Yougoslavie | 3 | - | 0 | Pays-Bas    | 15-3 15-8 15-12        |
| 17.09 | Bulgarie    | 3 | - | 0 | Portugal    | 15-5 15-10 15-1        |
| 18.09 | Bulgarie    | 3 | - | 0 | Pays-Bas    | 15-1 15-3 15-2         |

### Poule C
| Poule C |          |     |   |   |   |    |    |       |     |    |       |
| #       | Équipe   | Pts | J | G | P | SP | SC | Ratio | PP  | PC | Ratio |
| 1       | Roumanie | 4   | 2 | 2 | 0 | 6  | 1  | 6,000 | 104 | 64 | 1,625 |
| 2       | France   | 3   | 2 | 1 | 1 | 4  | 3  | 1,333 | 95  | 82 | 1,159 |
| 3       | Israël   | 2   | 2 | 0 | 2 | 0  | 6  | 0,000 | 37  | 90 | 0,411 |

| 15.09 | France   | 3 | - | 0 | Israël | 15-10 15-7 15-6        |
| 16.09 | Roumanie | 3 | - | 1 | France | 13-15 15-9 16-14 15-12 |
| 17.09 | Roumanie | 3 | - | 0 | Israël | 15-3 15-5 15-6         |

## Phase finale

### Place de 7 à 10

#### Classement
| #  | Équipe   | Pts | J | G | P | Sp | Sc | Ratio | Pp  | Pc  | Ratio |
| -- | -------- | --- | - | - | - | -- | -- | ----- | --- | --- | ----- |
| 7  | Portugal | 6   | 3 | 3 | 0 | 9  | 2  | 4.5   | 151 | 121 | 1.248 |
| 8  | Italie   | 5   | 3 | 2 | 1 | 8  | 3  | 2.667 | 159 | 128 | 1.242 |
| 9  | Pays-Bas | 4   | 3 | 1 | 2 | 3  | 8  | 0.375 | 130 | 149 | 0.872 |
| 10 | Israël   | 3   | 3 | 0 | 3 | 2  | 9  | 0.222 | 118 | 160 | 0.738 |

### Place de 1 à 6

#### Classement
| # | Équipe      | Pts | J | G | P | Sp | Sc | Ratio | Pp  | Pc  | Ratio |
| - | ----------- | --- | - | - | - | -- | -- | ----- | --- | --- | ----- |
| 1 | URSS        | 10  | 5 | 5 | 0 | 15 | 0  | MAX   | 225 | 90  | 2.5   |
| 2 | Bulgarie    | 8   | 5 | 3 | 2 | 11 | 8  | 1.375 | 234 | 187 | 1.251 |
| 3 | France      | 8   | 5 | 3 | 2 | 9  | 10 | 0.9   | 225 | 238 | 0.945 |
| 4 | Roumanie    | 7   | 5 | 2 | 3 | 10 | 9  | 1.111 | 229 | 231 | 0.991 |
| 5 | Yougoslavie | 7   | 5 | 2 | 3 | 8  | 11 | 0.727 | 211 | 249 | 0.847 |
| 6 | Belgique    | 5   | 5 | 0 | 5 | 0  | 15 | 0     | 97  | 226 | 0.429 |

## Palmarès
| Place                      | Pays        |
| -------------------------- | ----------- |
| Médaille d'or, Europe      | URSS        |
| Médaille d'argent, Europe  | Bulgarie    |
| Médaille de bronze, Europe | France      |
| 4e                         | Roumanie    |
| 5e                         | Yougoslavie |
| 6e                         | Belgique    |
| 7e                         | Portugal    |
| 8e                         | Italie      |
| 9e                         | Pays-Bas    |
| 10e                        | Israël      |